# Astioche (figlia di Laomedonte)
Astioche (in greco antico: Ἀστυόχη?, Astyòchē) è un personaggio della mitologia greca. Fu una principessa di Troia.

## Genealogia
Figlia di Laomedonte e di Strimo o Placia (figlia di Otreo) o Leucippe, sposò Telefo ed ebbe i figlio Euripilo.

## Mitologia
Divenuta adulta, Astioche sposò Telefo, che dopo essere stato prima ferito e poi guarito da Achille aveva deciso di restare neutrale nella guerra di Troia.
Astioche però si fece corrompere e mandò a combattere il figlio Euripilo, che poi fu ucciso da Neottolemo..
Un'altra versione afferma invece che Astioche combatté insieme al figlio e che morì nella scaramuccia che vide opposto il marito agli Achei, venendo uccisa da Nireo.
Secondo alcune versioni del mito, dopo la guerra di Troia, Astioche venne fatta prigioniera dai Greci, ma, mentre i nemici si accampavano su un'isola lasciando le prigioniere troiane nelle navi, lei per vendicarsi diede fuoco alle navi achee.